# Коста Богдановић
Коста Богдановић (Илиџа, 3. јун 1930 — Београд, 9. октобар 2012) био је српски вајар, историчар уметности, ликовни критичар и теоретичар визуелних уметности.

## Биографија
Дипломирао је Историју уметности на Филозофском факултету у Београду 1962. године. Вајарство је учио код Сретена Стојановића између 1958. и 1961.
Од 1959. године учествује на бројним колективним изложбама у земљи и иностранству, а прву самосталну изложбу одржао је 1964. у Београду.
Радио је у Музеју савремене уметности у Београду од 1967. до 1994. године где је био и в.д. директор 1985 — 1987. У Музеју је основао 1974. Центар за визуелну културу и информације.
Предмет Визуелна култура предавао је на Академији ликовнх уметности у Сарајеву 1982 — 1991, а затим на Академији у Бањој Луци од 1992. На Академији у Новом Саду предаје Теорију визуелне културе од 1992. године.
Члан је Међународног удружења уметничких критичара (AICA) и УЛУС-а од 1962.

## Стваралаштво

### Скулптура
Када се неки уметник, попут Косте Богдановића који се скулптуром бави од 1958. године, 
а то није редак случај поготово у веку модернизма, истовремено бави стваралаштвом и теоријом стваралаштва, која се дакако не односи само на његово властито дело већ и на појаве у ширем ликовном пољу, тада је један од кључних проблема да се разуме шта из чега проистиче: да ли је уметност израз теоријског промишљања уметности и уметничког тренутка времена, или можда је пластичка форма последица искуства која се стиче из праксе уметничког стваралаштва? Богдановић спада у оне ствараоце у обема областима који је можда најсвеснији тих сталних процеса у уметности и то сазнање као трајну свест редовно репродукује у својим радовима - скулптурама, рељефима, сликама, цртежима. Та постојаност овог, међу аутентичнијим опусима у српској уметности и теорији последњих неколико деценија од изузетног је значаја за проналажење и формирање специфичног лика наше уметности али, с друге стране, и за њено укључивање у актуелне токове на међународној сцени.

### Теоријски рад
Упоредо са трагањем за новим облицима у својој скулптури Коста Богдановић је био посвећен и истраживањима и домену критичке интерпретације форме, колико нове толико и историјске. Макар површно познавајући његов теоријски комплекс који је он назвао „визуелна култура“ а који је низ година предавао као посебан предмет на ликовним академијама, истовремено са његовим радом у вајарском медију, није тешко проникнути у основне принципе његовог рада на оба поља - и у уметничкој пракси и у теоријском дискурсу. Та „свест о блику“ која је централно место његовог теоријског промишљања о уметности обележила је његову активност на овом плану. А она се креће у кругу темељних поставки модерног и савременог стваралаштва којима Богдановић безуветно припада доказујући то током целокупне каријере увек се залажући за отварање нових путева рада и интелектуалних активности али са једном дирекцијом - они морају бити одговорни доказаним естетичким принципима уметности овог века која је редовно део свог креативног капацитета црпла из уметности ранијих епоха, дакако у равни која је продирала у ново време.

## Самосталне изложбе
- 1964 Галерија графички колектив, Београд
- 1965 Galerie 16, Graz
- 1967 Kulturzentrum deutschsprachiger leseraum, Wien
- 1968 Галерија Коларчевог народног универзитета, Београд
- 1969 Центар за културу - ликовни салон, Ниш, Галерија Дома омладине, Београд
- 1972 Галерија Коларчевог народног универзитета, Београд
- 1974 Салон Музеја савремене уметности, Београд[1]
- 1977 Галерија Дома омладине, Београд
- 1978 Мала галерија, Љубљана, Галерија СКЦ, Београд
- 1980 Галерија Народног позоришта, Зеница
- 1982 Умјетничка галерија БиХ - Мала галерија, Сарајево
- 1987 Галерија Коларчевог народног универзитета, Београд
- 1988 University Art Gallery, Albany, New York, Савремена Галерија центра за културу „Олга Петров“, Панчево, Велика галерија Културног центра Новог Сада, Нови Сад
- 1989 Музеј града Зенице - Ликовна галерија, Зеница
- 1992 Салон Музеја савремене уметности, Београд
- 1993 Народни музеј, Шабац, Галерија „Велимир Лековић“, Бар
- 1994 Галерија СКЦ, Београд
- 1995 Галерија „Дворац“, Никшић, Галерија „Меандер“, Апатин
- 1996 Галерија Центра за културу, Панчево
- 1997 Народни музеј, Краљево, Музеј науке и технике, Галерија науке и технике САНУ, Београд, Музеј савремене ликовне уметности, Нови Сад
- 2000 Галерија „Хаос“, Београд
- 2001 Ликовна галерија Културног центра Београда, Београд, Уметничка галерија, Крушевац, Дворац краља Николе, Никшић
- 2003 Градска галерија, Пожега, Музеј савремене ликовне уметности, Нови Сад
- 2004 Галерија Цептер, Београд, Модерна галерија, Лазаревац, Галерија Графички колектив, Београд
- 2005 Галерија савремене ликовне уметности „Србија“, Ниш
- 2006 Народни музеј, Шабац, Београдска тврђава, Београд
- 2007 Савремена галерија, Зрењанин, Легат Миће Поповића и Вере Божичковић Поповић, Лозница
- 2008 Галерија Народног музеја, Зајечар
- 2009 Galerija Urban District 16-11, Нови Сад, Музеј Мацура, Београд, Центар савремене умјетности Црне Горе, Галерија „Центар“, Подгорица, Галерија „Блок“, Нови Београд, Кућа легата, ретроспективна изложба, Београд

## Скулптуре у јавном простору
- 1987 Спомен обележје Вуку Караџићу, Шабац
- 1987 Хефестов стуб, Сплит
- 1989 Ингот, Зеница
- 1990 Исток-запад, Кикинда
- 1991 Ингот I, Панчево
- 1992 Храст „Граница“, Шабац
- 1993 Чесма, Шабац
- 1994 Без назива, Мајданпек
- 1994 Извор, Владимирци
- 1994 5 скулптура у камену, Шабац
- 1994 Поздрав сунцу I, Апатин
- 1994 Поздрав сунцу II, Апатин
- 1996 Дрво живота, Апатин
- 1996 Јанко Веселиновић, Коцељева
- 1997 Врата жеља, Шабац
- 1997 Милован Глишић, Владимирци
- 1999 Лилит, Апатин
- 1999 Лира, Парк код Аутокоманде, Београд
- 2000 Очи, Панчево
- 2000 Forma sacralica, Кикинда
- 2005 Успон, Панчево
- 2009 Стећак, Музеј Мацура, Нови Бановци